# Молодило мраморное
Молодило мраморное (лат. Sempervivum marmoreum) — многолетнее травянистое растение; вид рода Молодило (Sempervivum) семейства Толстянковые (Crassulaceae).

## Ботаническое описание

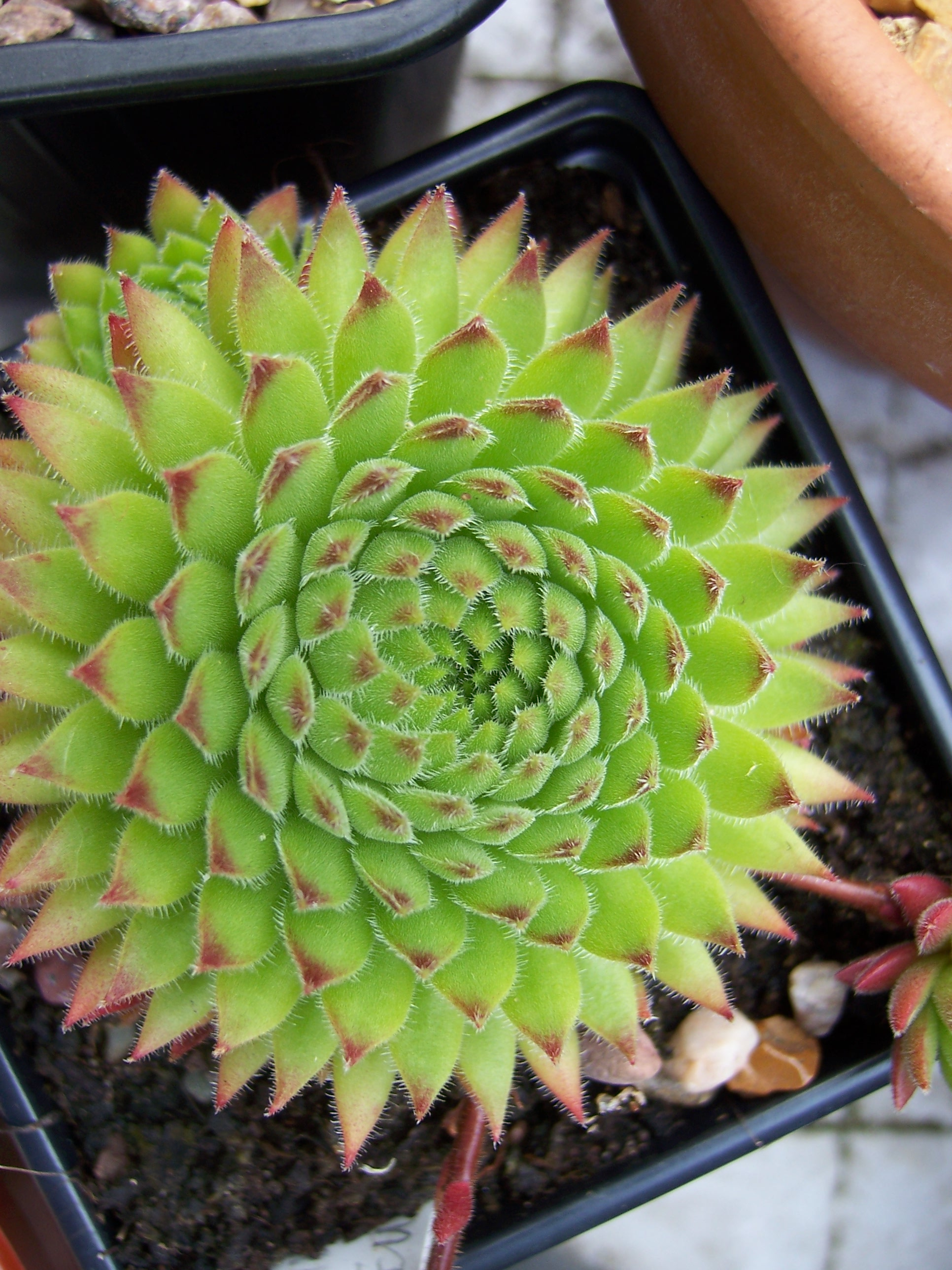
Sempervivum marmoreum ssp. erythreum

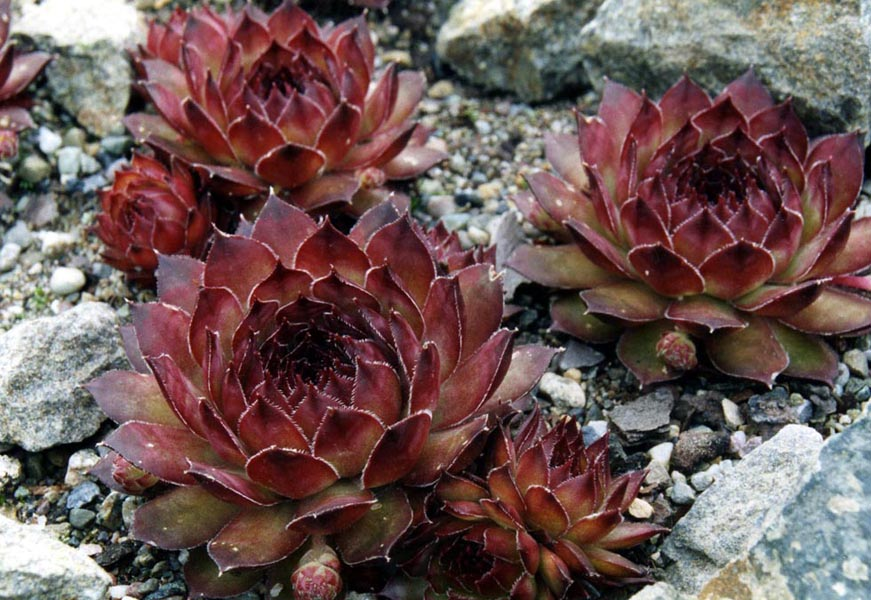
Sempervivum marmoreum 'ornatum'

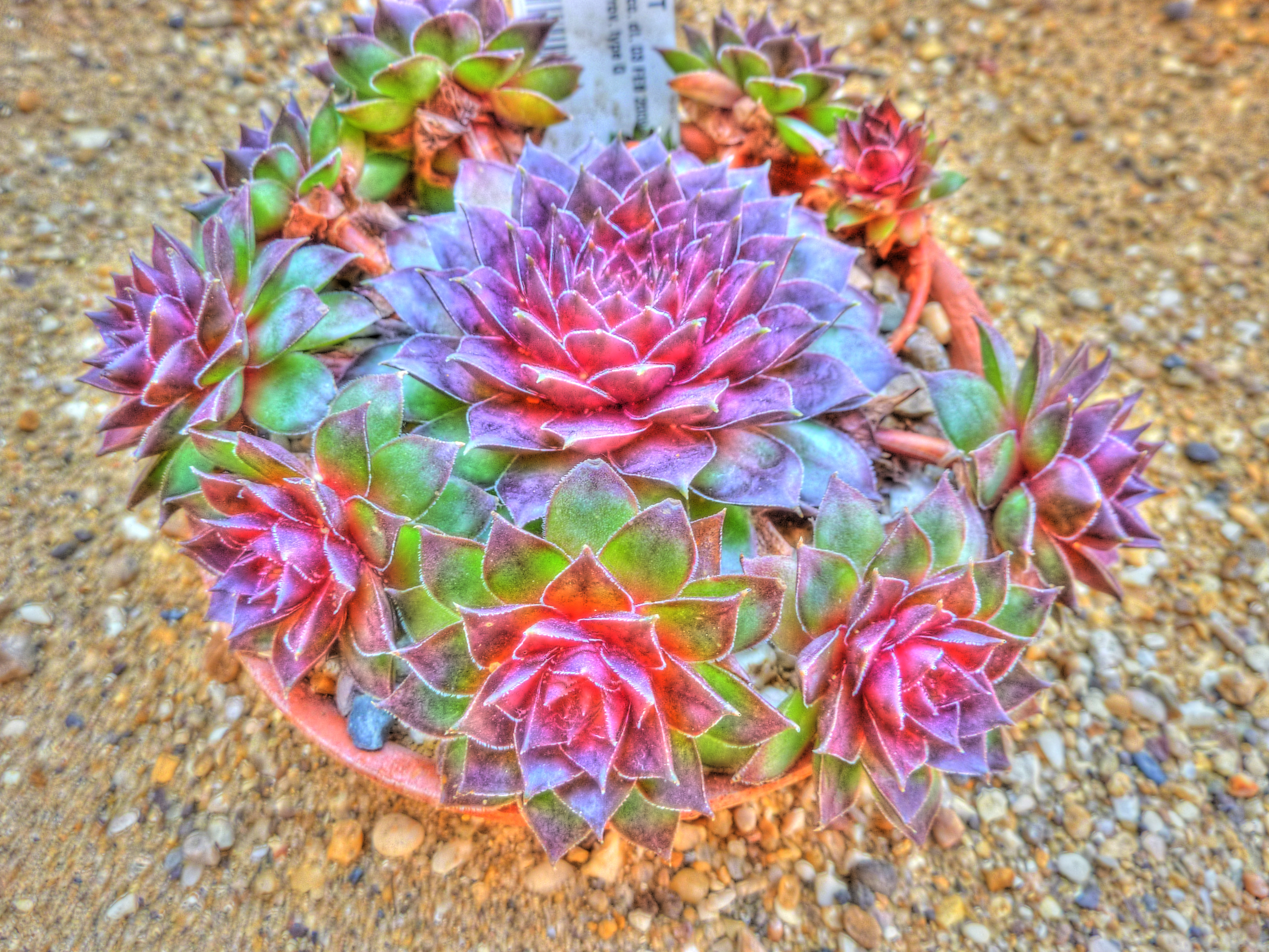
Молодило в Ботаническом саду Кембриджа, Англия

Многолетнее, образующее столоны растение. От крепких двухсантиметрових столонов отходят плосковатые монокарпические розетки диаметром от 2,5 до 10 см. Листья в молодом возрасте опушенные, голые или почти голые, достигают в длину 2,5-3 см. Листья мясистые, цельнокрайные, обратнояйцевидные, остроконечные, блестящие, бледно-зелёные или красные с зелёными кончиками и верхушками. Цветоносные побеги 10-30 см высотой, разветвленные, опушенные, обильно покрытые последовательными листьями. Соцветие цимозное, пространное, состоит из 25-35 цветков до 2,5 см в диаметре. Лепестков 11-12, бордовые у основания, розовые до белых в направлении концов. Плод — многосемянка, семена мелкие, 0,8 мм длиной. Цветёт в июле, плодоносит в августе. Размножается в основном вегетативно.

## Распространение
Ареал охватывает Южную, Центральную и Восточную Европу от Балканского полуострова до Карпатских гор. Встречается в Чехии, Словакии, Венгрии, Румынии, Болгарии, Албании, Греции, Украине.
На Украине встречается в Закарпатской области. Растёт в двух местах в Украинских Карпатах на горе Кобыла в южной части Свидовца и в Мармарошских горах в долине Белого в окрестностях села Деловое Раховского района.

## Экология
Растёт в горах Центральной и Южной Европы. В массиве Свидовец популяция молодила живёт на безлесной вершине конгломератов скалы на юго-восточном склоне горы Кобыла на высоте 1045 м над уровнем моря. Ксерофитные условия обеспечиваются интенсивной инсоляцией этого каменистого обнажения. Группировка принадлежит к союзу Androsacion vandellii. В долине Белого вид растёт в аналогичных условиях на скальных отслоениях над долиной. Ксерофит, петрофит.
Популяции на Украине очень малочисленные и находятся под критической угрозой. Количество составляет лишь несколько десятков генеративных особей.
Популяциям свойственна реликтовая стратегия, поэтому они не выдерживают конкуренции в процессе постепенного зарастания лесом и усиление затенения.
Вид занесён в Красную книгу Украины, где имеет природоохранный статус «исчезающий», но специальные меры охраны не введены. Запрещён сбор растений. Целесообразно провести прореживание древесной и кустарниковой растительности вокруг мест произрастания.
Вид имеет декоративное, грунтообразующее, противоэрозионное значения. Выращивается в культуре с XVIII века.

## Систематика
Очень вариабельный вид молодила, тесно связан с молодилом кровельным (Sempervivum tectorum). Имеет экстраординарную, разнообразную окраску. Можно найти образцы как бледно-зелёного цвета, так и образцы шоколадно-коричневые или красные с зелёными кончиками. Эта большая изменчивость относится больше к цвету, чем к морфологии растений. Имеются также некоторые явные различия в размерах розеток, степени их опушения, ширины листьев.
Некоторые систематики разбивают вид на подвиды и вариететы:
- Sempervivum marmoreum var. rubrifolium — диаметр розеток до 12 см. Листья широкие, красновато-зеленые, кончик розовые. Цветки розовые с красной серединой. Растет в Албании и Греции.
- Sempervivum marmoreum var. brunneifolium — очень компактная форма с коричневым листьями, которые становятся красными в зимний период.

## Подвиды
- Sempervivum marmoreum ssp. ballsii Wale
- Sempervivum marmoreum ssp. erythreum Velen.
- Sempervivum marmoreum ssp. reginae-amaliae Boiss.